# Ludwika z Saksonii-Gothy-Altenburga (1756–1808)
Ludwika (ur. 9 marca 1756 w Rodzie, zm. 1 stycznia 1808 w Ludwigsluście) – księżniczka Saksonii-Gothy-Altenburga, od śmierci księcia Fryderyka II (stryja jej męża) 21 kwietnia 1785 księżna Meklemburgii-Schwerin. Pochodziła z rodu Wettynów.
Urodziła się jako bratanica księcia Saksonii-Gothy-Altenburga Fryderyka III. Jej rodzicami byli młodszy brat monarchy książę Jan i jego żona księżna Ludwika.
1 czerwca 1775 w Gocie poślubiła przyszłego księcia Meklemburgii-Schwerin Fryderyka Franciszka (Panował on jako Fryderyk Franciszek I. W 1815, a więc już po śmierci żony, został wielkim księciem). Para miała ośmioro dzieci:
- córkę (1776-1776)
- syna (1777-1777)
- księcia Fryderyka Ludwika (1778-1819)
- księżniczkę Ludwikę Karolinę (1779-1801)
- księcia Gustawa (1781-1851)
- księcia Karola (1782-1833)
- księżniczkę Karolinę (1784-1840)
- księcia Adolfa (1785-1821)